# Tôjin Okichi
Tôjin Okichi (em japonês:  唐人お吉) é um filme japonês de 1930, dirigido por Kenji Mizoguchi. É baseado no romance de Gisaburo Juichiya.
Sobreviveram apenas 4 minutos. O fragmento foi publicado em DVD juntamente com Orizuru Osen (1935) por Digital MEME, em 2007.